# Диалект сибирских ингерманландцев
Диалект сибирских ингерманландцев, Сибирско-ингерманландский финский язык (Сибирский ингерманландский идиом) (фин. mejjen kiel', oma kiel', suomen kiel') — смешанный язык близкий нижнелужскому диалекту ингерманландского финского языка и нижнелужскому диалекту ижорского языка.
Предки носителей этого языка мигрировали из района реки Россонь в Западную Сибирь в 1803–1804 годах. Большинство носителей этого языка проживают в селе Рыжково и его окрестностях, а также в Омске и Таллине (Эстония).

## История
Носителями сибирско-ингерманландского финского языка являются представители одной из территориальных групп ингерманландцев — сибирские ингерманландцы. 
В 1804 году сосланные за неповиновение на поселение в Западную Сибирь ингерманландские крестьяне барона фон Унгерн-Штернберга из ижорско-финских деревень нижнего течения реки Луга (Илькино, Малая Арсия, Большая Арсия, Волково, Мертвицы, Фёдоровская, Варива), в количестве 26 семей (77 мужчин и 73 женщины), основали в Омском уезде Тобольской губернии деревню Рыжкову (первоначально — деревня Чухонская или Чухонская колония). Здесь на основе ингерманландского финского языка и ингерманландских диалектов деревень нижнего течения реки Луги в первые десятилетия XIX века среди переселенцев сформировался собственный язык общения — сибирско-ингерманландский финский язык.
Во второй половине 1840-х годов деревня Рыжкова стала центром притяжения всех ссыльных лютеран — ингерманландцев, финнов, эстонцев и латышей. До пожара 1846 года в Рыжкове проживало около 900 человек, после которого часть ингерманландских переселенцев покинула Рыжкову, основав в 1849 году две новые деревни — Боярку (Тюкалинский уезд) и Бугене (Тарский уезд) — позже получившую название Фины. В её окрестностях к концу XIX века появились три новые деревни: Ориково, Матвеевка (Вяликюля) и Ларионовка (Ункурин кюля), основанные сибирскими ингерманландцами.
В 1863 году на берегу реки Омь появилась новая лютеранская колония — Омь-колония. В её состав входили следующие деревни: Старая Рига, Старый Ревель (Вирон кюля),  Гельсингфорс (Руотсин кюля) и Нарва (Суомен кюля). Деревня Нарва была основана выходцами из Рыжково. В 1895 году переселенцы из деревни Нарва основали село Ивановка . 
Сибирские ингерманландцы совершали значительные миграции. В XIX веке часть их переселилась на расстояние 2000 км в село Верхний Суэтук (совр. Красноярский край), а выходцы из села Фины основали новое поселение на берегу реки Кулунды (совр. Алтайский край) в 500 км от Омска.
Данная территориальная группа никогда не обозначалась как ингерманландские финны или финны. Говор сибирских ингерманландцев имел существенные различия с говором ссыльных финнов. Сибирские ингерманландцы использовали в общении между собой говор финского языка, наиболее близкий современным нижнелужским финским и ижорским говорам, распространённым в Кингисеппском районе Ленинградской области в долине реки Россонь. Язык сибирских ингерманландцев послужил основой для их сближения с эстонцами. 
По данным переписи населения 1926 года, общее число сибирских ингерманландцев и сибирских финнов составляло 1638 человек, затем на протяжении XX века оно неоднократно то сокращалось, то увеличивалось. Увеличение происходило, в первую очередь, за счёт депортированных; сокращение же численности объясняется ассимиляционными процессами и формальной сменой национальности в документах, так как многие из ингерманландцев были записаны эстонцами. 
Районы исторического расселения сибирских ингерманландцев: Большереченский, Большеуковский, Знаменский, Калачинский, Крутинский, Тарский, Тюкалинский районы Омской области; Викуловский район Тюменской области.

## История изучения сибирско-ингерманландского финского языка
Первые упоминания о ссыльных из Западной Ингерманландии и о первой колонии сибирских ингерманландцев — деревне Рыжково, появились в 1844 и 1846 годах, в статьях газеты «Maamiehen Ystävä», которая издавалась в Великом княжестве Финляндском . Сибирские ингерманландцы упоминались в статье «Några upplysningar om de to Sibirien deporterade Finnarne», побывавшего в 1845—1849 годах в экспедиции по Сибири, российского филолога финского происхождения, исследователя финно-угорских и самодийских языков Матиаса Кастрена. Следующей публикацией стала, вышедшая в 1893 году, книга воспоминаний лютеранского пастора Йоханнеса Гранё, который жил и работал в финских поселениях в Сибири в конце XIX века. Историографическое описание сибирских финских поселений продолжили его сыновья — географ, профессор, исследователь Сибири Йоханнес Габриэль Гранё и священник Пааво Гранё. Во второй половине XX — начале XXI века появилось несколько публикаций финских исследователей (историк Алпо Юнтунен, пастор Юха Саари, историк Макс Энгман), основанных на документах из финских архивов о лютеранах, сосланных в Сибирь.
В 1968–1969 годах единственная экспедиция в сибирские финские поселения для изучения сибирско-финских диалектов была совершена доцентом Петрозаводского государственного университета В. Е. Злобиной. Финский исследователь Рубен Нирви на основе материалов В. Е. Злобиной дал более точную диалектологическую характеристику сибирско-ингерманландскому идиому. Сведения о сибирских финнах имеются также в работах эстонских ученых (Юри Виикберг, Ану Корб, Айвар Юргенсон и др.).
В начале XXI века российскими учеными началось детальное изучение сибирско-ингерманландского финского языка. В 2008—2014 годах исследовала и документировала сибирско-ингерманландский финский язык Д. В. Сидоркевич из Института лингвистических исследований РАН. Её кандидатская диссертация об этом языке была написана в 2013—2014 годах. Сибирско-ингерманландский финский язык исследовали и документировали также: М. З. Муслимов из Института лингвистических исследований РАН, Фёдор Рожанский из Тартуского университета и Н. В. Кузнецова из Католического университета Святого Сердца (Милан).

## Лингвоним
Термины «сибирский ингерманландский идиом» и «англ. Siberian Ingrian Finnish», для языка потомков переселенцев из Ингерманландии, были введены в научных работах лингвиста Д. В. Сидоркевич. Лингвист Н. В. Кузнецова использует в своих научных статьях термины: «Siberian Ingrian/Finnish» или «the mixed Siberian Ingrian/Finnish variety». В языковой базе данных Glottolog используется название «Siberian Ingrian Finnish».
Филолог-финноугровед В. Е. Злобина в своих статьях для обозначения группы людей, использующих сибирский ингерманландский идиом, ввела термин «корлаки» (фин. korlakat). В настоящее время это название известно и используется в Финляндии. От этого названия произошло одно из названий этого языка — корлакский язык (фин. korlakan kieli). При этом носители сибирского ингерманландского идиома никогда не использовали название «корлаки» или «korlakat» в качестве самоназвания (хотя некоторые носители знали этот термин).
Сибирский ингерманландский идиом, сформировавшийся на основе финских и ижорских говоров долины реки Луга, в течение более 200 лет развивался автономно и приобрёл ряд черт, нехарактерных для ингерманландского финского языка, распространённого в Европейской части России, в том числе в результате контактов с другими прибалтийско-финскими языками.

## Фонология

### Гласные
В сибирско-ингерманландском финском языке имеются следующие гласные:
|                |              | Переднего ряда | Переднего ряда | Среднего ряда | Среднего ряда | Заднего ряда | Заднего ряда |
| краткие        | долгие       | краткие        | долгие         | краткие       | долгие        |              |              |
| -------------- | ------------ | -------------- | -------------- | ------------- | ------------- | ------------ | ------------ |
| Верхний подъём | неогублённые | i              | ii             |               |               |              |              |
| Верхний подъём | огублённые   | ü              | üü             |               |               | u            | uu           |
| Средний подъём | неогублённые | e              | ee             | ə             |               | ɨ            |              |
| Средний подъём | огублённые   | ö              |                |               |               | o            |              |
| Нижний подъём  | неогублённые | ä              | ää             |               |               | a            | aa           |

### Дифтонги
Количество дифтонгов в сибирско-ингерманландском финском языке меньше, чем в водском и некоторых диалектах ижорского, эстонского и финского языков. Дифтонги сибирско-ингерманландского финского языка приведены в таблице:
|   | i                 | a              | o                   | u              | ä              | ö            | ü              | e               | ə             |
| - | ----------------- | -------------- | ------------------- | -------------- | -------------- | ------------ | -------------- | --------------- | ------------- |
| i |                   | ia sial свинья | io sion привязывать | iu hius волос  | *              | *            | *              | *               | iə tiə дорога |
| a | ai maitᵒ молоко   |                | ao maot червяк      | au laula песня |                |              |                | ae laen потолок | *             |
| o | oi koir собака    | oa soan война  |                     | ou loun обед   |                |              |                | oe joen река    | *             |
| u | ui luin читать    | ua tuan изба   | *                   |                |                |              |                | ue luen читать  | uə suəl' соль |
| ä | äi jäi оставаться |                |                     |                |                | äö näöt лицо | äü käüp ходить | äe näet видеть  |               |
| ö | öi löin бить      |                |                     |                | *              |              | öü höür' пар   | *               | *             |
| ü | üi püis ловить    |                |                     |                | üä süän сердце | *            |                | *               | üə hüə        |
| e | ei keitin варить  | *              | *                   | eu neulᵊ игла  | *              | *            | *              |                 |               |
| ə |                   |                |                     |                |                |              |                |                 |               |
| ɨ |                   |                |                     |                |                |              |                |                 |               |

В пределах дифтонга недопустимо сочетание гласных переднего и заднего ряда ( a, o, u против ä, ö, ü ), за исключением гласных: i и e, которые могут сочетаться как с гласными переднего, так и с гласными заднего ряда. Символ «*» в таблице выше означает, что эти дифтонги теоретически возможны в сибирско-ингерманландском финском языке, но слова, содержащие эти звуки, пока не обнаружены в аудиоданных.  Серый цвет в ячейках таблицы означает, что такое сочетание гласных в дифтонгах совершенно невозможно.

## Согласные
Инвентарь согласных фонем сибирско-ингерманландского финского языка отличается большим разнообразием, которое появилось в результате редукции гласных и в результате заимствований из других языков. В сибирско-ингерманландском финском языке имеются следующие согласные звуки:
|               |           |         | Лабиальные | Лабиальные | Альвеолярные | Альвеолярные | Палатальные | Палатальные | Велярные | Велярные |
| тв.           | мяг.      | тв.     | мяг.       | тв.        | мяг.         | тв.          | мяг.        |             |          |          |
| ------------- | --------- | ------- | ---------- | ---------- | ------------ | ------------ | ----------- | ----------- | -------- | -------- |
| Взрывные      | глухие    | одиноч. | p          | p'         | t            | t'           |             |             | k        | k'       |
| Взрывные      | глухие    | удвоен. | pp         | pp'        | tt           | tt'          |             |             | kk       | kk'      |
| Взрывные      | звонкие   | одиноч. | b          | b'         | d            | d'           |             |             | g        | g'       |
| Взрывные      | звонкие   | удвоен. | bb         | *          | dd           | dd'          |             |             | gg       | *        |
| Носовые       | Носовые   | одиноч. | m          | m'         | n            | n'           |             |             |          |          |
| Носовые       | Носовые   | удвоен. | mm         | mm'        | nn           | nn'          |             |             |          |          |
| Фрикативные   | глухие    | одиноч. | f          | f'         | s            | s'           | š           | š'          | h        | h'       |
| Фрикативные   | глухие    | удвоен. | ff         |            | ss           | ss'          | *           | šš'         | hh       | *        |
| Фрикативные   | звонкие   | одиноч. | v          | v'         | z            | z'           | ž           | *           |          |          |
| Фрикативные   | звонкие   | удвоен. | vv         | vv'        | zz           | *            | žž          | *           |          |          |
| Аффрикаты     | Аффрикаты | одиноч. |            |            |              |              | č           | *           |          |          |
| Аффрикаты     | Аффрикаты | удвоен. |            |            |              |              | čč          |             |          |          |
| Аппроксиманты | боковые   | одиноч. |            |            | l            | l'           |             |             |          |          |
| Аппроксиманты | боковые   | удвоен. |            |            | ll           | ll'          |             |             |          |          |
| Аппроксиманты | срединные | одиноч. |            |            | r            | r'           | j           | *           |          |          |
| Аппроксиманты | срединные | удвоен. |            |            | rr           | rr'          | jj          | *           |          |          |

#### Дополнительный ряд согласных
Эти согласные появляются в конце слова в результате редукции гласных. Сибирско-ингерманландский финский имеет следующий дополнительный ряд согласных звуков:
- Придыхательные согласные звуки —  ᵊ , в этот момент придыхание проявляется неустойчиво.
- Палатизированные согласные звуки —  ' .
- Лабиализированные согласные звуки —  ᵒ .
- Палатизированные и лабиализированные согласные звуки —  'ᵒ .

Дополнительные согласные показаны в таблице:
|                           |         | Лабиальные | Лабиальные  | Лабиальные | Лабиальные | Альвеолярные | Альвеолярные | Альвеолярные | Альвеолярные | Палатальные | Палатальные | Палатальные | Палатальные | Велярные | Велярные    | Велярные | Велярные |
| прид.                     | пал.    | лаб.       | пал. и лаб. | прид.      | пал.       | лаб.         | пал. и лаб.  | прид.        | пал.         | лаб.        | пал. и лаб. | прид.       | пал.        | лаб.     | пал. и лаб. |          |          |
| ------------------------- | ------- | ---------- | ----------- | ---------- | ---------- | ------------ | ------------ | ------------ | ------------ | ----------- | ----------- | ----------- | ----------- | -------- | ----------- | -------- | -------- |
| Глухие взрывные           | одиноч. | pᵊ         | p'          | pᵒ         | p'ᵒ        | tᵊ           | t'           | tᵒ           | t'ᵒ          |             |             |             |             | kᵊ       | k'          | kᵒ       | k'ᵒ      |
| Глухие взрывные           | удвоен. | *          | pp'         | ppᵒ        | *          | ttᵊ          | tt'          | ttᵒ          | tt'ᵒ         |             |             |             |             | kkᵊ      | kk'         | kkᵒ      | kk'ᵒ     |
| Звонкие взрывные          | одиноч. | bᵊ         | b'          | bᵒ         | b'ᵒ        | dᵊ           | d'           | dᵒ           | d'ᵒ          |             |             |             |             | gᵊ       | g'          | gᵒ       | g'ᵒ      |
| Звонкие взрывные          | удвоен. | *          | *           | *          | *          | *            | *            | *            | *            |             |             |             |             | *        | *           | *        | *        |
| Носовые                   | одиноч. | mᵊ         | m'          | mᵒ         | m'ᵒ        | nᵊ           | n'           | nᵒ           | n'ᵒ          |             |             |             |             |          |             |          |          |
| Носовые                   | удвоен. | mmᵊ        | mm'         | *          | *          | *            | nn'          | *            | *            |             |             |             |             |          |             |          |          |
| Фрикативные глухие        | одиноч. | *          | f'          | *          | *          | sᵊ           | s'           | sᵒ           | s'ᵒ          | *           | š'          | *           | *           | hᵊ       | h'          | hᵒ       | h'ᵒ      |
| Фрикативные глухие        | удвоен. | *          | *           | *          | *          | ssᵊ          | ss'          | ssᵒ          | ss'ᵒ         | *           | šš'         | *           | *           | *        | *           | *        | *        |
| Фрикативные звонкие       | одиноч. | vᵊ         | v'          | vᵒ         | v'ᵒ        | zᵊ           | z'           | zᵒ           | *            | *           | *           | *           | *           |          |             |          |          |
| Фрикативные звонкие       | удвоен. | vvᵊ        | vv'         | *          | *          | *            | zz'          | *            | *            | *           | *           | *           | *           |          |             |          |          |
| Аффрикаты                 | одиноч. |            |             |            |            |              |              |              |              | čᵊ          |             | *           | *           |          |             |          |          |
| Аффрикаты                 | удвоен. |            |             |            |            |              |              |              |              | *           |             | *           | *           |          |             |          |          |
| Боковые аппроксиманты     | одиноч. |            |             |            |            | lᵊ           | l'           | lᵒ           | l'ᵒ          |             |             |             |             |          |             |          |          |
| Боковые аппроксиманты     | удвоен. |            |             |            |            | llᵊ          | ll'          | llᵒ          | ll'ᵒ         |             |             |             |             |          |             |          |          |
| Центральные аппроксиманты | одиноч. |            |             |            |            | rᵊ           | r'           | rᵒ           | r'ᵒ          | jᵊ          | *           | jᵒ          | j'ᵒ         |          |             |          |          |
| Центральные аппроксиманты | удвоен. |            |             |            |            | rrᵊ          | rr'          | *            | *            | *           | *           | *           | *           |          |             |          |          |

Символ «*» в двух таблицах выше означает, что эти согласные звуки возможны в сибирско-ингерманландском финском языке, но слова, содержащие эти звуки, пока не были найдены в аудиоданных.
Примеры слов с этими дополнительными согласными звуками приведены ниже.
Звук p': ennemp' — ранний, vanemp' — старший.
Звук pp': krampp' — крючок (вешалка).
Звук pᵒ: ampᵒ — стрелять.
Звук ppᵒ: piippᵒ — трубка, kirppᵒ — блоха.
Звук tᵊ: pöütᵊ (слабое придыхание) — стол, luutᵊ (слабое придыхание) — метла.
Звук t': praht' — мусор, laht'— открыто, leht' — лист, unoht'— забыть.
Звук tᵒ: rohtᵒ — лекарство, maitᵒ — молоко, lintᵒ — птица, tultᵒ — приходить, tahtᵒ— хотеть, pantᵒ — класть.
Звук t'ᵒ: näht'ᵒ— видеть, pest'ᵒ — мыть.
Звук zz': grizz' — грызть.
Звук š': tovariš' — товарищ.
Звук ss'ᵒ: püss'ᵒ — ружьё.
Звук kk': säkk' — мешок, tükk' — поле.
Звук r' or r'ᵒ: höür' (höür'ᵒ) — пар.
Звук rrᵊ: kuərrᵊ — сметана.

## Грамматика

### Местоимения

#### Личные местоимения
Личные местоимения сибирско-ингерманландского финского языка приведены в таблице:
| Падеж / Лицо      | 1-е ед.ч.    | 2-е ед.ч.    | 3-е ед.ч.     | 1-е мн.ч. | 2-е мн.ч | 3-е мн.ч        |
| ----------------- | ------------ | ------------ | ------------- | --------- | -------- | --------------- |
| Номинатив         | miə          | siə          | hä / hän      | müə       | tüə      | hüə             |
| Генитив           | miun         | siun         | hänen         | mejjen    | tejjen   | hejjen          |
| Аккузатив         |              |              |               | mejjet    | tejjet   | hejjet          |
| Партитив          | minnu / mint | sinnu / sint | hänt          | meit      | teit     | heit            |
| Иллатив           | minnu        | sinnu        | hänt          | mejjes    | tejjes   | hejjes          |
| Инессив           | mius         | sius         | hänes         | mejjes    | tejjes   | hejjes          |
| Элатив            | miust        | siust        | hänest        | mejjest   | tejjest  | hejjest         |
| Адессив - аллатив | miul         | siul         | häl / hänel   | meil'     | teil'    | heil' / hejjel' |
| Аблатив           | miult        | siult        | hält / hänelt | mejjel't  | tejjel't | hejjel't        |
| Транслатив        | miuks        | siuks        | häneks        | mejjeks   | tejjeks  | hejjeks         |
| Комитатив         | miunka       | siunka       | hänenkä       | mejjenkä  | tejjenka | hejjenka        |

Личные местоимения — единственная часть речи, для которой существует винительный падеж (только множественное число).

### Числительные
Названия числительных от 1 до 19 :
| 1  | üks      |    | 11            | ükstojst |
| 2  | kaks     | 12 | kakstojst     |          |
| 3  | kolt     | 13 | kolttojst     |          |
| 4  | neli     | 14 | nelitojst     |          |
| 5  | viis     | 15 | viistojst     |          |
| 6  | kuus     | 16 | kuustojst     |          |
| 7  | seitsen  | 17 | seitsentojst  |          |
| 8  | kaheksan | 18 | kaheksantojst |          |
| 9  | üheksän  | 19 | üheksäntojst  |          |
| 10 | kümmen   |    |               |          |

Названия количественных числительных двадцать, тридцать и т. д.: число из первого десятка + десять (kümmen-t).  Например:
30 — koltkümment
42 — nelikümment kaks
Порядковые числительные:
1. первый — ensimäjn
2. второй — toin
3. третий — kolmas
4. четвёртый — nell'äs
5. пятый — vijjes
6. шестой — kuvves

### Существительные
Существительные в сибирско-ингерманландском финском языке склоняются по 10 падежам и двум числам (единственному и множественному).  Существует 5 основ для образования существительных:
- Основная основа (слово в именительном падеже, единственного числа);
- Партитивная основа единственного числа (для образования слова в партитивном падеже, единственного числа);
- Основа иллатива единственного числа (для образования слова в иллативном падеже единственного числа);
- Косвенная основа единственного числа (для образования слов во всех косвенных падежах и для образования слова в именительном падеже множественного числа);
- Косвенная основа множественного числа (для образования слов во всех падежах, во множественном числе, кроме образования слов в именительном падеже, во множественном числе).

Все возможные основы, все возможные суффиксы и пример парадигмы склонения слова kukk «цветок» показаны в таблице ниже:
|                 | Единственное число | Единственное число   | Единственное число    | Множественное число | Множественное число | Множественное число |
| Тип основы      | Показатель         | Пример               | Тип основы            | Показатель          | Пример              |                     |
| --------------- | ------------------ | -------------------- | --------------------- | ------------------- | ------------------- | ------------------- |
| Номинатив       | main stem          | ∅                    | kukk                  | OBL.SG              | -t                  | kuka-t              |
| Генетив         | OBL.SG             | -n                   | kuka-n                | OBL.PL              | -n                  | kukki-n             |
| Партитив        | PRT.SG             | pure PRT.SG, -t, -tt | kukka                 | OBL.PL              | -j, -t              | kukki-j             |
| Иллатив         | ILL.SG             | pure ILL.SG, -s, -h  | kukka                 | OBL.PL              | -s                  | kukki-s             |
| Инессив         | OBL.SG             | -s                   | kuka-s                | OBL.PL              | -s                  | kukki-s             |
| Элатив          | OBL.SG             | -st                  | kuka-st               | OBL.PL              | -st                 | kukki-st            |
| Адессив-аллатив | OBL.SG             | -l, OBL.SG-n pääl    | kuka-l, kuka-n pääl   | OBL.PL              | -l                  | kukki-l             |
| Аблатив         | OBL.SG             | -lt, OBL.SG-n päält  | kuka-lt, kuka-n päält | OBL.PL              | -lt                 | kukki-lt            |
| Транслатив      | OBL.SG             | -ks                  | kuka-ks               | OBL.PL              | -ks                 | kukki-ks            |
| Комитатив       | OBL.SG             | -n'ka, -n'kä         | kuka-n'ka             | OBL.PL              | -n'ka, -n'kä        | kukki-n'ka          |

Парадигма склонения слова kukk также включает слова: piippᵒ «трубка», huntt' «волк», rankk «тяжелый», penkk' «скамейка», harakk «сорока», kant «ствол» и т. д. В сибирско-ингерманландском финском языке существует не менее 16 парадигм склонения существительных.

## Глаголы
Глаголы в сибирско-ингерманландском финском имеют личные и неличные формы. Глаголы в личной форме имеют следующие грамматические категории: наклонение, время, лицо, число и элемент полярности. Неличные формы глаголов: инфинитив, супин, безличные глаголы и причастие.
Пример глагольной парадигмы показан в таблице:
| Haasta (Говорить)                  | Основа  | Показатель     |
| ---------------------------------- | ------- | -------------- |
| INF                                | haasta- | ∅              |
| SUP                                | haast-  | -mä            |
| IMPRS.PST                          | haasse- | -(t)ti         |
| NEG; IMP.2SG                       | haass-  | ∅; ∅           |
| IMP.2PL                            | haasta- | -ke            |
| 1SG.PRS; 1PL.PRS; 2SG.PRS; 2PL.PRS | haassa- | -n; -m; -t; -t |
| 1SG.PST; 1PL.PST; 2SG.PST; 2PL.PST | haasso- | -n; -m; -t; -t |
| 3SG.PRS; 3PL.PRS                   | haasta- | ∅; -t          |
| 3SG.PST                            | haastᵒ- | ∅              |
| 3PL.PST                            | haasto- | -vät           |
| PAS.PTCP                           | haasse- | -ttᵒ           |
| ACT.PTCP.SG                        | haasta- | -(n)t          |
| PL                                 | haastə- | -(n)et         |

## Образцы речи
На видео, в качестве примера речи на сибирско-ингерманландском финском языке, женщина рассказывает, что у её матери была старая лютеранская литургическая книга (она называла её «Jumalan kiriə») на финском языке. В книге был лист с алфавитом и картинка. На картинке была девочка, собака и история. История была о том, что еды не было, и собака нашла кусок хлеба и отдала его девочке, и что собаку звали Veikᵒ.
| Сибирско-ингерманландский финский                                      | Перевод на русский                                             |
| Tükk' jäi küntä-mä-tt                                                  | Поле осталось невспаханным                                     |
| Uks nois' tule-ma laht'                                                | Дверь начала открываться                                       |
| Tüttᵒ ono kultsi-n tilduko-nka                                         | У девушки золотые серьги                                       |
| Tämä-s külä-s ono pall'ᵒ ihməsti-j                                     | В этой деревне много людей                                     |
| Tütse-t kene-st siə haassa-t, hüə ellä-t naapri-n tuva-s               | Девушки, о которых вы говорите, живут в соседнем доме          |
| Poikse-t kel' ol-ti sukulajse-t linna-s män-ti linna                   | Мальчики, у которых были родственники в городе, уехали в город |
| Kui siə ol-isi-t hän-t teh-t'ᵒ vihase-ks hä ol-is siu-n pääl kill'u-ma | Если вы его разозлите, он накричит на вас                      |